# Dějiny Anglie
Dějiny Anglie jsou podobné dějinám Británie do doby vpádu Sasů. V prehistorickém období byl postaven komplex menhirů a kamenných kruhů nazývaný Stonehenge. V době rozkvětu Říše římské ovládali Británii Římané. Jejich vláda trvala až zhruba do roku 410 a poté zde vzniklo několik britonských království. Později získali kontrolu nad Anglií Anglosasové. V období okolo roku 800 se ostrov stal terčem nájezdů vikingů. Roku 1066 do Anglie vpadli a ovládli ji Normané. V období renesance vládli v Anglii Tudorovci. Anglie ovládla Wales ve 12. století a na počátku 18. století se spojila se Skotskem.

## Raná historie

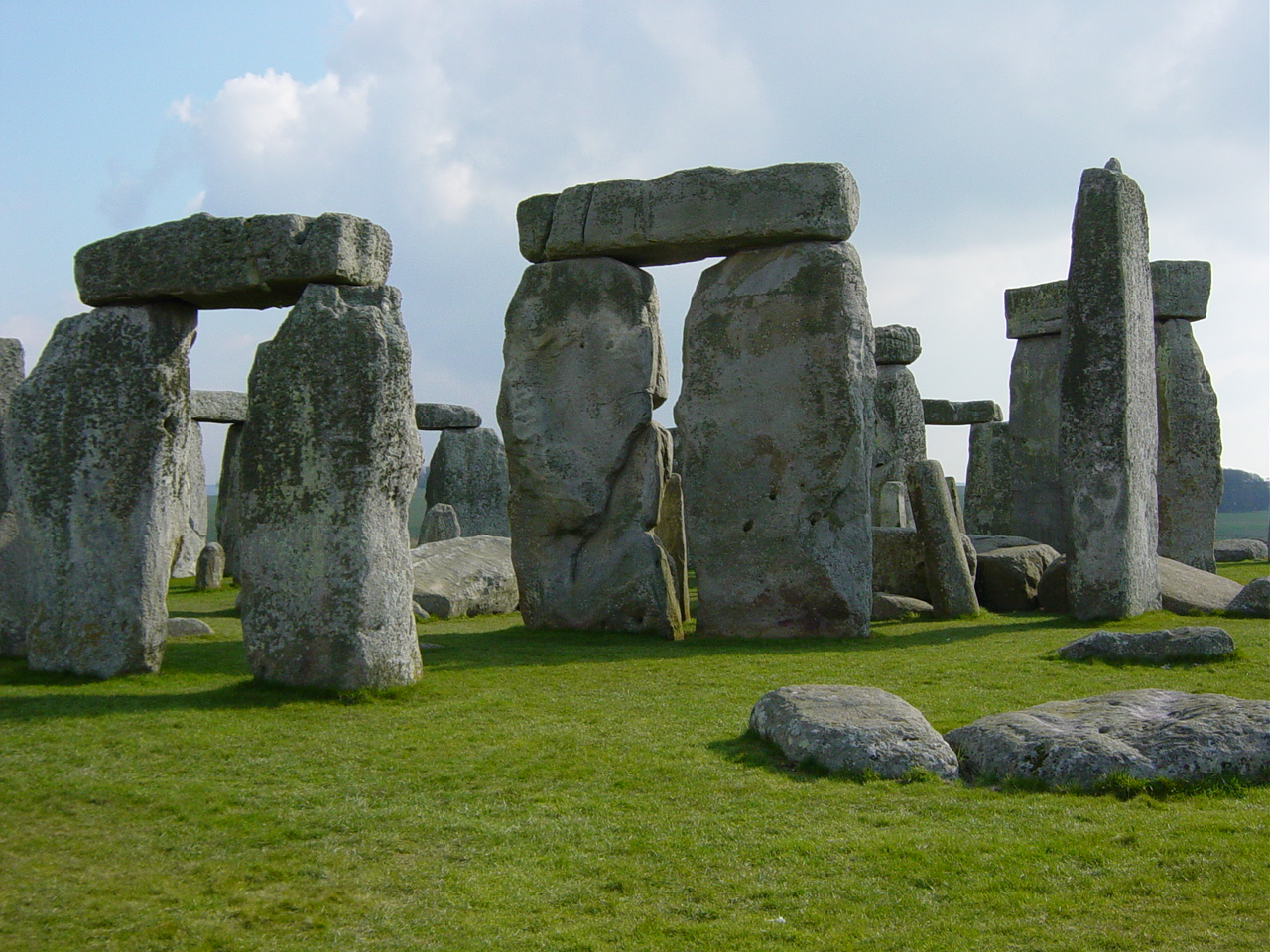
Menhiry v Stonehenge

Archeologické nálezy signalizují, že oblast jižní Británie byla osídlena dříve než ostatní části ostrova. Důvodem byly příznivější klimatické podmínky v dobách mezi jednotlivými dobami ledovými. První historická zmínka o tomto území pochází z Massaliote Periplus, námořnické příručky pocházející asi ze 6. století př. n. l., i když obchodní a kulturní spojení existovalo již dávno předtím. Pýtheás z Massalie popsal svou obchodní cestu na ostrov asi v roce 325 př. n. l.
Pozdější autoři například Plinius starší nebo Diodóros Sicilský se zmiňují o dovozu cínu z jihu Británie, ale existuje jen málo historických pramenů o životě lidí na ostrově z té doby. Tacitus například uvádí, že rozdíly v jazyku používaném na ostrově a v jižní Galii nejsou velké a podobné jsou i tělesné proporce.

## Římané

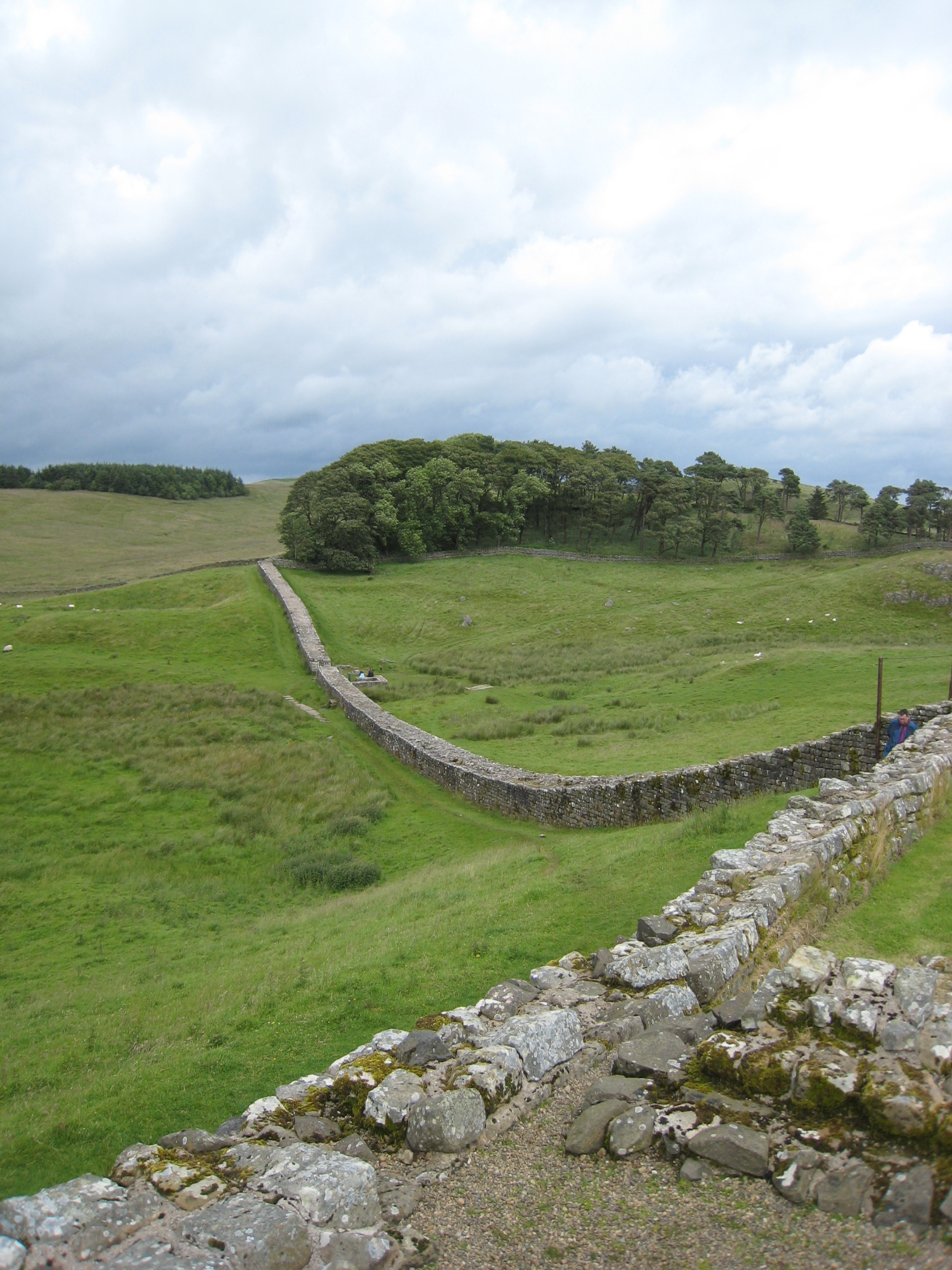
Hadriánův val

Římané vpadli do Británie pod vedením Julia Caesara nejprve neúspěšně roku 55 př. n. l., a poté úspěšně následující rok. Do ovládnutí Británie Římany byl počet obyvatel, kteří mluvili keltským jazykem a nazývali se Britonové nebo Britové, relativně stabilní. Druhá invaze Římanů byla zahájena v době vlády císaře Claudia roku 43, kdy vznikla římská provincie Británie (Britannia). Během následujících 40 let ovládla Římská říše Anglii, Wales a větší část skotských nížin. Jejich vláda trvala zhruba do roku 410 a byla provázena romanizací a vznikem britsko-římské kultury.

## Anglosasové
V době po odchodu Římanů okolo roku 410 začala být Anglie od východu dobývána germánskými kmeny označovanými společným názvem Anglosasové. Byli to Jutové (osidlovali Kent, Isle of Wight a část pobřeží Hampshire), Sasové (v oblastech na jih od Temže, v Essexu a Middlesexu) a Anglové (Norfolk, Suffolk, Midlands a sever).
Okolo roku 495 v bitvě u Mount Badon porazili keltští Britonové anglosaské vojsko a zastavili tak na několik desetiletí jejich postup na západ. Anglosaská expanze pokračovala v 6. století, i když informace o jejich postupu není doložena historickými záznamy. Jednou z mála dokumentovaných událostí je bitva u Deorhamu z roku 577, po které Sasové obsadili Cirencester, Gloucester a Bath a získali přístup k Bristolskému zálivu a oddělili tak Britony v Cornwallu od těch ve Walesu. Vítězství Sasů v bitvě u Chesteru okolo roku 616 podobně rozdělilo Britony ve Walesu a v Cumbrii. V polovině 7. století vytěsnili Anglosasové původní keltské obyvatele do území, jehož hranice zhruba odpovídají hranicím současného Walesu. Významná část keltského obyvatelstva Anglie přesídlila na pevninu, do Armoriky, nazvané po nich (Bretoncích) Malá Británie neboli Bretaň, malá část také do Britonie v Galicii. Boje Britonů proti Anglosasům se později stali námětem cyklu hrdinských eposů o králi Artušovi.

## Křesťanství a vláda sedmi království
Křesťanství se v anglosaských královstvích rozšířilo v 7. století. Měla na tom podíl misie Augustina z Canterbury, italského mnicha vyslaného papežem Řehořem Velikým, který jej roku 597 jmenoval prvním arcibiskupem canterburským. Roku 601 Augustin pokřtil kentského krále Æthelberhta. V Northumbrii se o christianizaci zasazovala irská misie z kláštera na ostrově Lindisfarne (sv. Aidan a následovníci). Křesťanství se rychle rozšířilo, podle Bedy Ctihodného († 735), Učitele církve a prvního dějepisce Anglie, skončilo anglosaské pohanství roku 655 smrtí mercijského krále Pendy. Koncil v klášteře Streoneshalh u Whitby roku 664 znamenal přiblížení anglické církve k církvi římské. Anglie se záhy stala základnou anglosaské misie na pevninu, pocházel odtud např. apoštol Německa sv. Bonifác nebo Alcuin, přední učenec na franském dvoře Karla Velikého.
V 7. a 8. století se vliv a moc přesouvala mezi jednotlivá království. Toto období bývá označováno jako vláda sedmi království. Tento termín je založen na existenci sedmi důležitých království na jihu Británie – Northumbrie, Mercie, Kent, Východní Anglie, Essex, Sussex a Wessex. Ve střední Anglii v té době existovala další drobnější království Hwicce, Magonsæte, Lindsey a Střední Anglie.

## Vikingové
První útok vikingů neboli Dánů zaznamenaný v Anglosaské kronice bylo napadení kláštera v Lindisfarne roku 793. Předpokládá se, že v té době již vikingové obsadili Orkneje a Shetlandy. Po roce 865 dánská tzv. velká pohanská armáda dobyla Northumbrii a Východní Anglii.  Nájezdy vikingů byly na krátkou dobu odraženy vojskem vedeným wessexským králem Alfrédem Velikým po bitvě u Edingtonu roku 878, ale jejich vliv sílil a byl významným impulsem pro vytvoření království Alby, které později položilo základ vzniku Skotska.
Obsazení Northumbrie, severovýchodní Mercie a  království Východní Anglie Vikingy vedlo k zakládání vikinských osad na tomto území, spadajících pod dánské právo. Na konci své vlády v roce 899 byl Alfréd Veliký jediným nezávislým anglickým králem. Ovládal Wessex, prostřednictvím svého zetě Æthelreda Mercii a velšská království jej uznávala jako svého ochránce.

## Sjednocení Anglie

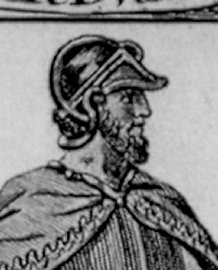
Eduard I. Starší

Po Alfrédově smrti roku 899 nastoupil na trůn jeho syn Eduard I. Starší. Ten spolu se svým zetěm Æthelredem zahájili expanzi a pokračoval ve stavbě pevností a opevněných měst po vzoru Alfréda. Jeho syn Æthelstan pokračoval v rozšiřování území svého vlivu a byl prvním králem, který ovládal celé území, jež zahrnuje dnešní Anglii.
Jeho moc vyvolala odpor mezi ostatními králi Británie. Rozhodující střetnutím byla bitva u Brunanburghu, kde Æthelstan porazil sjednocená skotská a vikinská vojska. Toto sjednocení ale nemělo trvalý charakter a Æthelstanovi nástupci Edmund II. a Edred ztratili vliv nad Northumbrií. Až Edgar dosáhl stabilizace království v hranicích dosažených Æthelstanem.

## Dánové a vpád Normanů
Na konci 10. století na Anglii znovu zaútočili seveřané ze Skandinávie. Æthelred ztratil vliv nad částí území ve prospěch dánského a norského krále Svena, ale po jeho smrti svou vládu znovu obnovil. Æthelredův syn Edmund II. zemřel krátce po nástupu na trůn a králem Anglie se stal Svenův syn Knut Veliký. V době jeho panování byla Anglie centrem říše zahrnující i Dánsko a Norsko.
Knutovým nástupcem se stal jeho syn Harold I. a roku 1042 se stal anglickým králem následník domácí dynastie Eduard III. Vyznavač. Ten zemřel roku 1066 bez potomka a tím i přímého následníka, což vedlo ke sporům mezi těmi, kteří si činili nárok na anglický trůn. Po Eduardově smrti byl jmenován anglickým panovníkem Harold II., který musel vzdorovat nárokům norského krále Haralda III. (podporovaného Haroldovým bratrem Tostigem Godwinsonem), dánského krále Svena II. a normandského vévody Viléma I.
Pod Haroldovým vedením Angličané porazili Haralda a norské vojsko v bitvě u Stamford Bridge, ale byli poraženi normanským vojskem vedeným Vilémem I. v bitvě u Hastingsu. Následný odpor vůči Normanům byl potlačen a Vilém byl na Vánoce roku 1066 korunován jako anglický král. V následujících pěti letech musel potlačit povstání v různých částech Anglie a čelit dánské invazi, ale byl úspěšný a stabilizoval svou moc.

## Normané

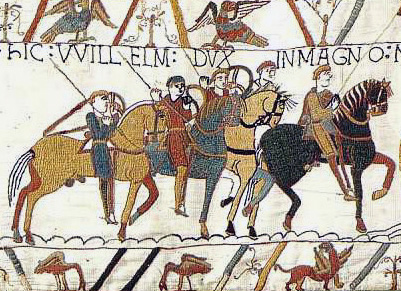
Bayeuxská tapisérie s výjevy bitvy u Hastingsu

S nájezdy Vikingů se potýkali i západofranští králové na pevnině. Jejich vůdce Rollo získal výměnou za vazalský slib králi roku 911 území, kde se „muži ze severu“, Normané, usadili a přejali franské zvyky i starofrancouzský jazyk. Jejich državy se rychle rozrostly na normandské vévodství, jedno z významných panství v době oslabení centrální moci západofranské říše, resp. francouzského království. Normané s Anglií pěstovali styky, Emma Normandská se stala manželkou dvou anglických králů.
Příležitost pro ambiciózního Viléma II. Normanského nastala po smrti Eduarda Vyznavače bez nástupce roku 1066. Vilém se vylodil v Anglii a v říjnu v bitvě u Hastingsu porazil Harolda Godwinsona zvoleného mezitím anglickým králem. Normanům se podařilo porazit povstání a ovládnout Anglii, Vilém se stal anglickým králem a získal později přízvisko Dobyvatel. Nařídil sepsat pozemkovou knihu, která obsahovala soupis obyvatel, půdy a nemovitostí, které vlastnili, aby tak zajistil výběr daní. V průběhu dalších dvaceti let přešlo vlastnictví většiny pozemků do rukou Normanů, kteří také obsadili významné pozice ve státní správě a církvi. Normané hovořící anglonormanskou francouzštinou se tak stali novou vládnoucí privilegovanou vrstvou.
Jindřich I. se snažil reformovat a stabilizovat království. Jeho záměrem bylo uklidnění rozporů mezi anglosaskou a normanskou částí společnosti. Jeho úsilí bylo vážně narušeno po smrti jeho syna a designovaného následníka Viléma Aethelinga v listopadu 1120. V době vlády Štěpána III. došlo k přesunu moci ve prospěch šlechty. Štěpán chtěl potlačit výbojné Skoty a Velšany, a tak rozdal velké množství půdy. Jeho spor se sestřenicí Matyldou vedl k občanské válce, která trvala od roku 1139 až do roku 1153.

## Plantagenetové
Po smrti Štěpánova syna a designovaného následníka Eustacha roku 1153 se Štěpán domluvil s Jindřichem z Anjou (pozdějším Jindřichem II.) na rozdělení vlivu a na tom, že bude Štěpánovým nástupcem. Jindřich II. rozšířil svou moc i na Irsko, Skotsko, Wales a některé části Francie.
V době panování Jindřicha II. došlo k opětovnému přesunu moci od baronů na panovníka. Byly omezeny i některé legislativní pravomoci církve ve prospěch krále. V té době došlo i k legislativním změnám a odklonu od feudalismu. Vytvořila se také vrstva angloangevinské a angloakvitánské aristokracie.

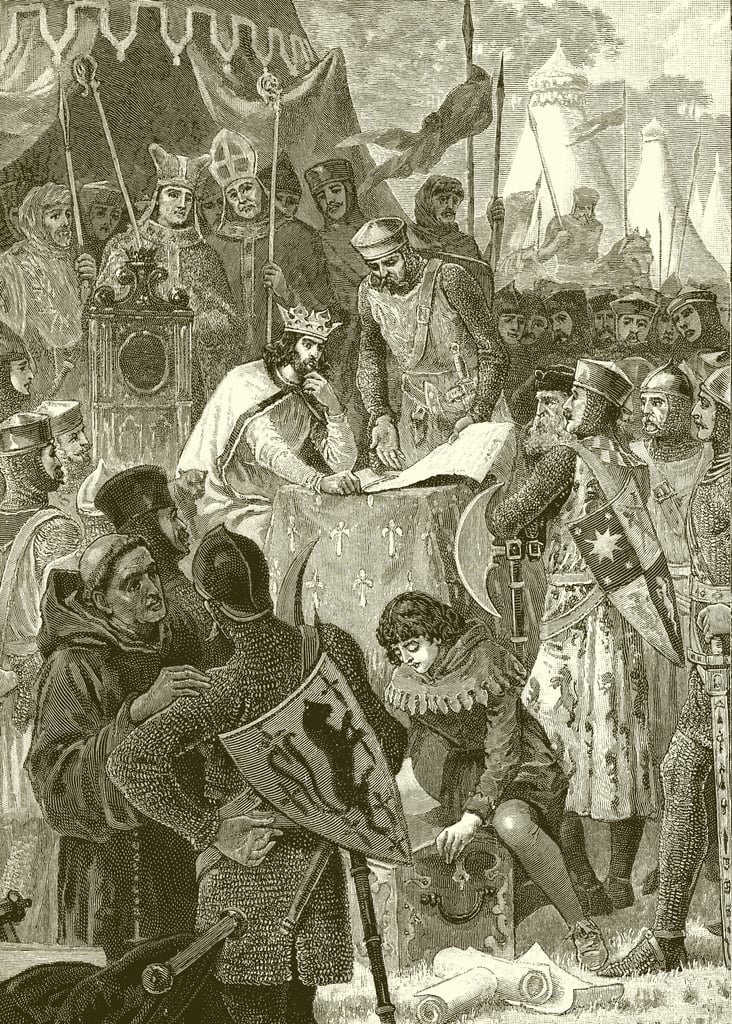
Král Jan Bezzemek stvrzuje závazky Magny charty

Jindřichův následník Richard I., byl značně zaneprázdněn válečnými konflikty v zahraničí. Účastnil se Třetí křížové výpravy a bránil svá francouzská teritoria proti Filipu II. Jeho mladší bratr Jan Bezzemek, který nastoupil po něm, nebyl tak úspěšný. Po katastrofální porážce v bitvě u Bouvines ztratil Normandii a mnohá další francouzská území. Dokázal si také znepřátelit vedoucí představitele šlechty a církve, kteří ho roku 1215 přinutili podepsat Magnu Chartu, která legislativně omezila pravomoci panovníka.
Janův syn Jindřich III. byl korunován ve věku devíti let. Období jeho vlády bylo poznamenáno množstvím povstání a občanských válek, způsobených hlavně neschopností vlády a Jindřichovou závislostí na francouzském dvoru. Jedna z těchto vzpour vedená Simonem de Montfort byla důležitá vznikem jednoho z předchůdců parlamentu.
Vláda Eduarda I. byla úspěšnější. Posílil svou moc vydáním mnoha zákonů a svolal první oficiální Anglický parlament. Podrobil si Wales a dokázal, i za cenu nákladné vojenské akce, podrobit Skotsko. Jeho syn Eduard II. utrpěl v bitvě u Bannockburnu porážku, ale boje pokračovaly až do počátku vlády Eduarda III. podpisem mírové dohody z Northamptonu roku 1328, která uznala skotskou nezávislost.
Eduard III. daroval půdu mnoha šlechtickým rodinám. Vzhledem k tomu, že půda znamenala moc, tito lidé se mohli snažit ovlivňovat mocenské rozložení sil u dvora. Arogantní metody Richarda II. a vyvlastnění Lancasterů vedlo k povstání, svržení Richarda II. a nastolení nového krále Jindřicha IV. Po smrti jeho syna Jindřicha V. roku 1422 vládla zemi regentská rada místo nezletilého Jindřicha VI. Rozkrádání královského majetku regentskou radou a neúspěchy ve stoleté válce vedl Richarda Plantageneta z Yorku k mobilizaci vojenských sil proti královým rádcům.

### Války růží

Symboly dvou znepřátelených větví dynastie Plantagenetů: červená růže Lancasterů a bílá růže Yorků

Když anglické vojsko roku 1453 zažilo ve stoleté válce definitivní porážku, král se zhroutil a Richard Plantagenet byl jmenován protektorem Anglie. Jeho opatření vedoucí k hospodářské obnově a posílení bezpečnosti však král poté, co nabyl roku 1455 vědomí, zrušil. York musel opustit Londýn a ještě téhož roku došlo k první bitvě mezi Lancastery a Yorky. Vítězství v této bitvě a další záchvat krále znamenaly pro Yorka návrat do funkce protektora, setkal se však se silným odporem královny Markéty z Anjou. Po několika bitvách roku 1459 musel Richard Plantagenet a jeho spojenci prchnout ze země. Když se následujícího roku Yorkové vrátili s armádou, nevystupoval již jen proti královým rádcům, nýbrž již usiloval o královskou korunu. Tu se mu však nepodařilo získat, neboť v prosinci roku 1460 byl Richard Plantagenet zabit v bitvě u Wakefieldu.
Jeho syn Eduard se však dokázal prosadit, zvítězil roku 1461 nad Lancastery a nechal se jako Eduard IV. korunovat králem. Postupem času se však začaly projevovat rozpory mezi ním a jeho spojencem Richardem Nevillem z Warwicku, které nakonec přerostly v otevřený boj. Warwick se spojil se šlechtou, jež byla nespokojena se vzestupem „nové šlechty“, kterou Eduard IV. podporoval. Warwick se svým vojskem roku 1469 utrpěl porážku a musel prchnout do Calais, tam se však spojil s Markétou z Anjou a jejich společné síly se roku 1470 vylodily v Anglii a donutili zaskočeného Eduarda IV. prchnout do Burgundska. Následujícího roku se Eduard IV. vylodil v Anglii a lancasterské vojsko porazil. Mnozí Lancasterové byli popraveni a zavražděn byl také uvězněný Jindřich VI.
Ještě během dalších let Eduardovy vlády se vyskytly spory mezi Yorky, které vyvrcholily po jeho smrti roku 1485. Eduard IV. si přál, aby se protektorem stal jeho bratr Richard, královna Alžběta Woodvillová však nechala korunovat svého nezletilého syna Eduarda V. Richard se rozhodl prosadit silou, popravil představitele Woodvillů i Eduarda V. a nechal se jako Richard III. korunovat králem. Proti Richardovi III. však stále více rostla opozice, jejímž představitelem se stal Jindřich Tudor, jenž přebýval v exilu v Bretani. Ten se roku 1485 se svými přívrženci vylodil ve Walesu a po vítězství nad Richardem III. v bitvě u Bosworthu přijal jako Jindřich VII. královskou korunu, čímž se k moci dostala tudorovská větev Plantagenetů. Několik dalších povstání již pak postavení nového krále neohrozilo.

## Tudorové

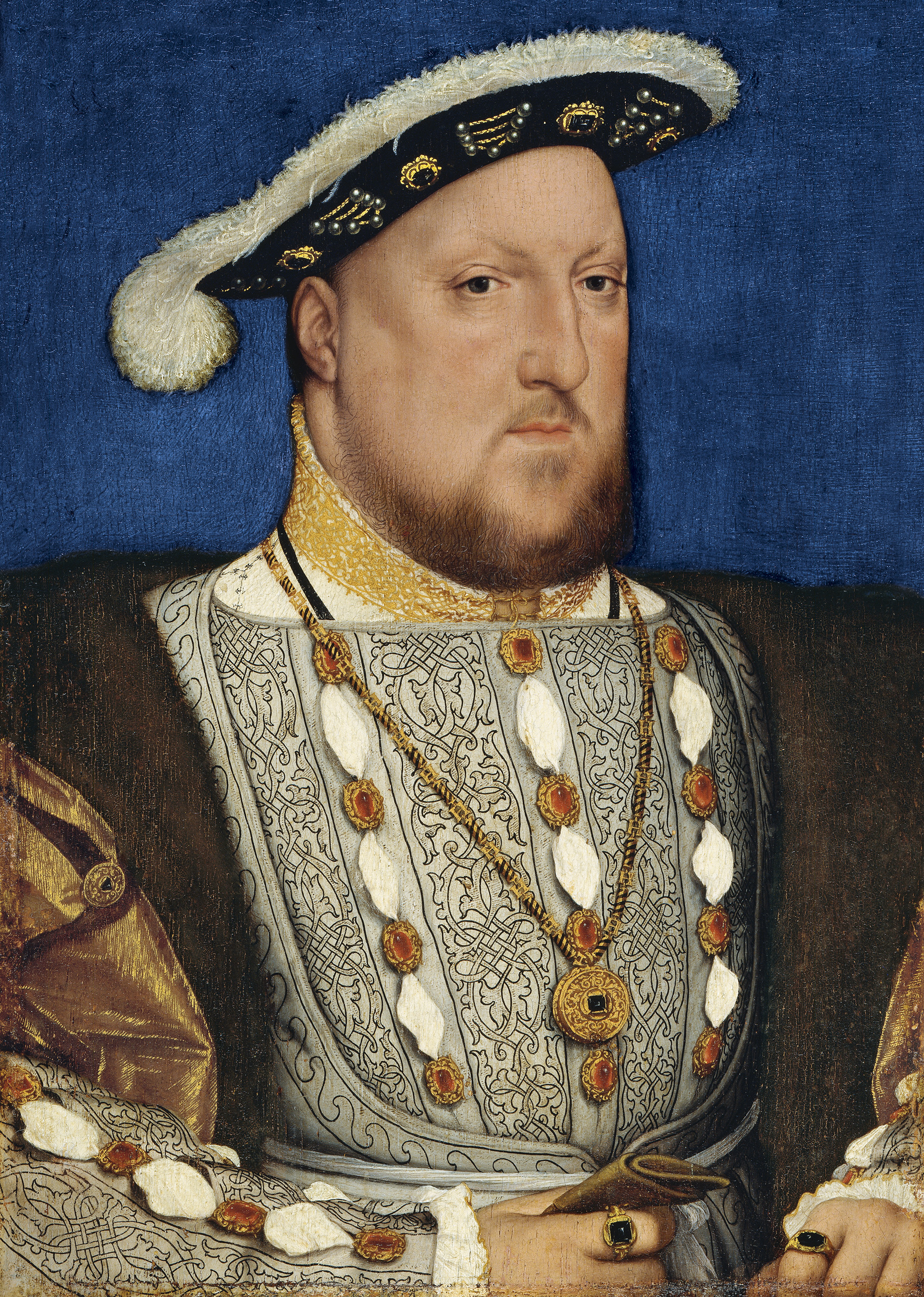
Jindřich VIII.

Války růží kulminovaly vítězstvím relativně málo známého Jindřicha Tudora v bitvě u Bosworthu, kde byl zabit Richard III. a bylo potvrzeno vítězství Lancasterů. I když je z hlediska historického bitva u Bosworthu považována za konec Války růží, musel Jindřich VII. ještě později odrážet snahu dvou uchazečů o trůn podporovaných rodem Yorků. První z nich byl Lambert Simnel, poražený v bitvě u Stoke (poslední bitva anglického krále proti někomu, kdo si činil nárok na anglický trůn) a druhým byl Perkin Warbek oběšený roku 1499 po několikaleté snaze porazit krále.
Jindřich VIII. se rozešel s římskokatolickou církví z důvodu problémů s rozvodem s Kateřinou Aragonskou. I když nebyl protestantem, rozkol s papežem vedl k odklonu Anglie od katolicismu. Významnou obětí tohoto rozkolu byl králův kancléř sir Thomas More. Následovalo období náboženských a politických otřesů, které vedly k anglické reformaci. Král zrušil kláštery a zabavil většinu majetku církve.
Jindřich VIII. měl tři potomky, kteří si po jeho smrti činili nárok na trůn. Prvním z nich, kterému bylo při nástupu na trůn roku 1547 pouze deset let, byl Eduard VI. Jeho strýc Edward Seymour obdržel v březnu 1547 od Jindřicha VIII. výsadní listinu, která mu svěřovala velké pravomoci. Jeho styl vládnutí byl ale důvodem vzniku mnoha vzpour, a tak byl regentskou radou nahrazen Johnem Dudleym.

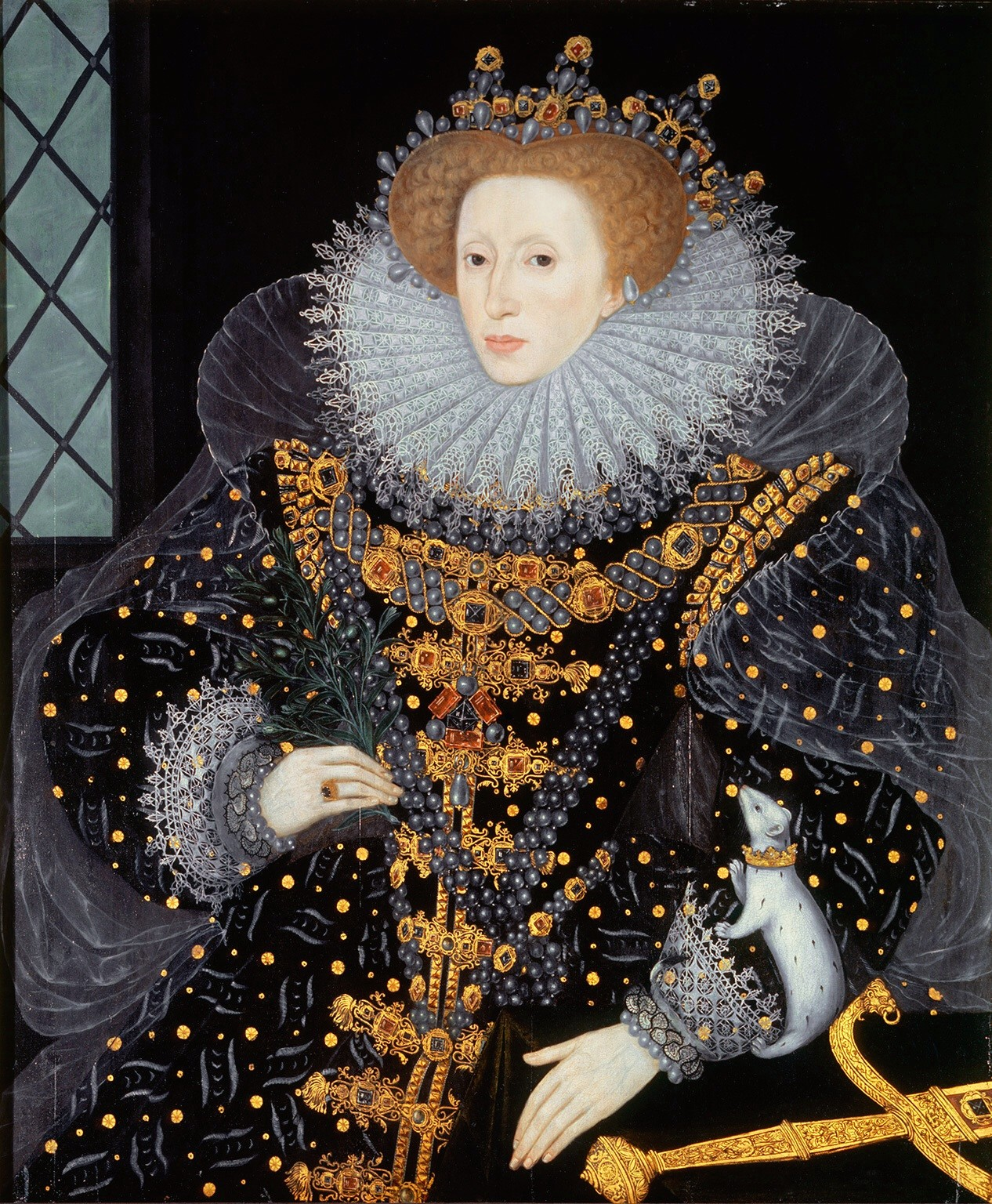
Královna Alžběta I.

Po smrti Eduarda VI. na tuberkulózu roku 1553 se Dudley snažil prosadit na trůn lady Jane Greyovou, kterou chtěl provdat za svého syna a uchovat si tak moc. Jeho převrat byl ale neúspěšný a na trůn dosedla po demonstraci svých příznivců v Londýně Marie I. Tudorovna. Marie byla oddaná katolička ovlivňována katolickým dvorem Španělska a římským císařem Karlem V. a snažila se prosadit v Anglii obnovu vlivu katolické církve. To vedlo mimo jiné k upálení 274 protestantů. Byla mezi svými lidmi neoblíbená a příbuzní jejího manžela Filipa II. Španělského působili na dvoře rozbroje a nespokojenost. Jako panovník ztratila Calais, poslední území na kontinentu, který předtím ovládala Anglie.
Vláda Alžběty I., která nastoupila na trůn po smrti Marie roku 1558, obnovila v království řád. Náboženské rozpory, které rozdělovaly společnost od doby Jindřicha VIII., byly řešeny vznikem Anglikánské církve. Hlavním zdrojem Alžbětiných úspěchů bylo vyvažování zájmů protestantů a katolíků. Dokázala, aby se žádný z těchto směrů neprosazoval na úkor druhého, i když ke konci své vlády zavrhla katolicismus po válce se Španělskem.
Dokázala udržet stabilitu své vlády s výjimkou povstání severních hrabat roku 1569, byla úspěšná v omezení moci staré šlechty a posilování moci svého kabinetu. Jedna z nejznámějších událostí anglické válečné historie se stala roku 1588 kdy byla španělská flotila – Armada poražena anglickým loďstvem vedeným sirem Francisem Drakem, ale válka, která následovala, stála Anglii mnoho sil a prostředků a skončila až po Alžbětině smrti. Alžbětin kabinet pokračoval v díle započatém Thomasem Cromwellem za vlády Jindřicha VIII., v posilování role vlády, zefektivnění všeobecného práva a správy státu. V době její vlády a krátce poté se počet obyvatel země znatelně zvýšil, ze tří miliónů v roce 1564 na téměř pět miliónů v roce 1616.
V období vlády Tudorovské dynastie se začaly vyjasňovat vztahy mezi rozsahem moci panovníka a parlamentu, jejichž rovnováha byla předmětem pozdější občanské války. Některé prameny uvádějí, že kancléř Thomas Cromwell zahájil Tudorovskou revoluci, a v době, kdy byl v úřadu, se parlament stal důležitou institucí. V době Alžbětiny vlády její státní rada fungovala velmi efektivně.

## 17. století
Alžběta zemřela roku 1603 bez přímého následníka. Jejím nejbližším mužským protestantským příbuzným byl král Skotska Jakub VI. Stuart, který se stal panovníkem Anglie jako Jakub I. a vládl unii obou království. Byl prvním králem, který panoval nad celým územím ostrova Velké Británie, i když jednotlivá království byla samostatná. Na jeho osobu bylo spácháno několik neúspěšných atentátů, z nichž nejznámější je pokus o odpálení náloží se střelným prachem v budově parlamentu vedený katolíkem Guy Fawkesem, který dále posílil antipatie anglické veřejnosti vůči katolíkům.

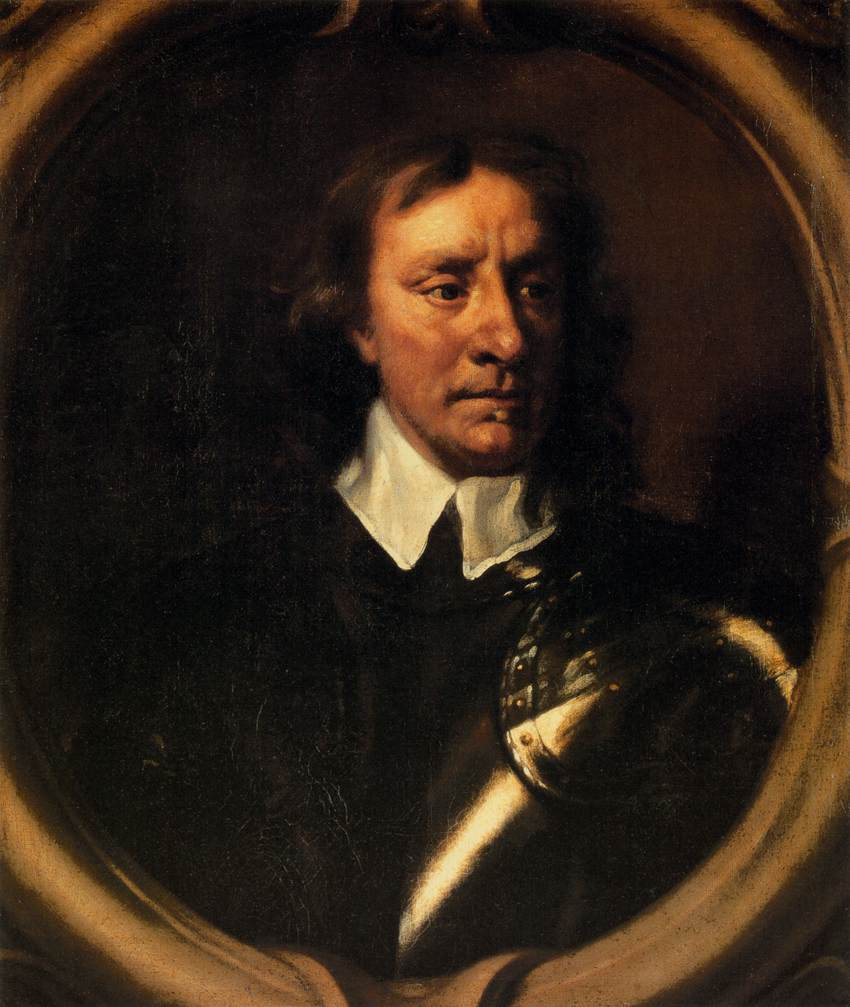
Oliver Cromwell

Roku 1607 vybudovala Anglie osadu u Jamestownu v Severní Americe. To je považováno za počátek anglické kolonizace. Mnoho Angličanů se vystěhovalo do Ameriky, a to jak z ekonomických, tak i náboženských důvodů. Angličtí obchodníci vlastníci plantáže v teplé jižní oblasti Ameriky obnovili otrokářství, pro obdělávání svých polí dováželi otroky z Afriky a vydělávali na prodeji surovin (například bavlna a tabák) v Evropě. Angličtí obchodníci podílející se na kolonizaci vydělávali částky srovnatelné s příjmy bohatých aristokratických rodin v Anglii a jejich bohatství vytvářelo základy vznikající střední třídy, která se domáhala většího politického vlivu.
Anglická občanská válka vypukla roku 1642, především jako výsledek řady sporů mezi Jakubovým synem Karlem I. a parlamentem. Porážka královského vojska parlamentaristickými silami v bitvě u Naseby v červnu 1645 fakticky zničilo panovníkovo vojsko. Na počátku roku 1647 byl Karel I. zajat parlamentaristickými silami. Podařilo se mu uniknout a konflikt pokračoval, i když byl jen krátký, protože parlament ovládal většinu země. Karel byl dopaden, odsouzen a v lednu 1649 popraven. Byla vyhlášena republika a Oliver Cromwell byl roku 1653 jmenován lordem protektorem. Po jeho smrti ho v této funkci nahradil jeho syn Richard Cromwell, ale brzy odstoupil. Monarchie byla obnovena roku 1660, poté co se král Karel II. vrátil do Londýna.
Po jeho smrti roku 1685 nastoupil na trůn jeho katolický bratr Jakub II. Stuart. Katolický panovník byl pro Angličany a jejich parlament nestravitelnou skutečností a roku 1689 byl vyzván holandský protestant Vilém III. Oranžský, aby nahradil Jakuba II. Jakub se pokusil obnovit svou moc vojensky, ale byl roku 1690 poražen v bitvě u Boyne. V některých částech Skotska a Irska se skupiny katolíků snažily o obnovu Jakubova panování, což vyústilo v sérii krvavých, ale neúspěšných povstání. Výsledkem bylo to, že jakýkoli náznak porušení věrnosti Vilémovi byl krutě potlačen. Jakobitská vzpoura pokračovala až do poloviny 18. století, kdy byl roku 1746 poražen poslední katolický uchazeč o trůn princ Karel Eduard Stuart v bitvě u Cullodenu.

## Sjednocení se Skotskem a Irskem
Zákon o sjednocení anglického a skotského království z roku 1707 zrušil anglický i skotský parlament, vytvořil království Velké Británie a parlament Velké Británie. Zákon o sjednocení z roku 1800 formálně přičlenil k tomuto království Irsko a od 1. ledna 1801 vytvořil Spojené království Velké Británie a Irska, jehož hlavním městem se stal Londýn.
Informace o historii tohoto státního útvaru viz článek Dějiny Spojeného království.